# Jodłowa (gemeente)
De gemeente Jodłowa is een landgemeente in het Poolse woiwodschap Subkarpaten, in powiat Dębicki.
De zetel van de gemeente is in Jodłowa.
Op 30 juni 2004 telde de gemeente 5467 inwoners.

## Oppervlakte gegevens
In 2002 bedroeg de totale oppervlakte van gemeente Jodłowa 59,86 km², waarvan:
- agrarisch gebied: 69%
- bossen: 21%

De gemeente beslaat 7,71% van de totale oppervlakte van de powiat.

## Demografie
Stand op 30 juni 2004:
| Omschrijving                   | Totaal | Totaal | Vrouwen | Vrouwen | Mannen | Mannen |
| ------------------------------ | ------ | ------ | ------- | ------- | ------ | ------ |
| eenheid                        | aantal | %      | aantal  | %       | aantal | %      |
| inwoners                       | 5467   | 100    | 2667    | 48,8    | 2800   | 51,2   |
| bevolkingsdichtheid (inw./km²) | 91,3   | 91,3   | 44,6    | 44,6    | 46,8   | 46,8   |

In 2002 bedroeg het gemiddelde inkomen per inwoner 1210,09 zł

## Administratieve plaatsen (sołectwo)
Jodłowa (sołectwa: Jodłowa Dolna, Jodłowa Górna en Jodłowa Wisowa), Dęborzyn, Dębowa, Dzwonowa, Zagórze.

## Aangrenzende gemeenten
Brzostek, Brzyska, Pilzno, Ryglice, Szerzyny

## Geboren
- Stanislaus Zbyszko (1879 - 1967), worstelaar en strongman